# Norbulingka
Norbulingka è un edificio di Lhasa ed è stata l'antica residenza estiva del Dalai Lama dal 1780 sino al 1950. 
Il palazzo dista tre km dal Palazzo del Potala. Entrambi gli edifici sono inseriti tra i beni tutelati dall'UNESCO e facenti parte del Patrimonio dell'umanità.

## Costruzione
Nel 1755 iniziarono lavori di costruzione del palazzo e dei relativi giardini; lavori che terminarono nel 1783 per divenire la residenza estiva dell'ottavo Dalai Lama, Jampel Gyatso.

## Galleria d'immagini

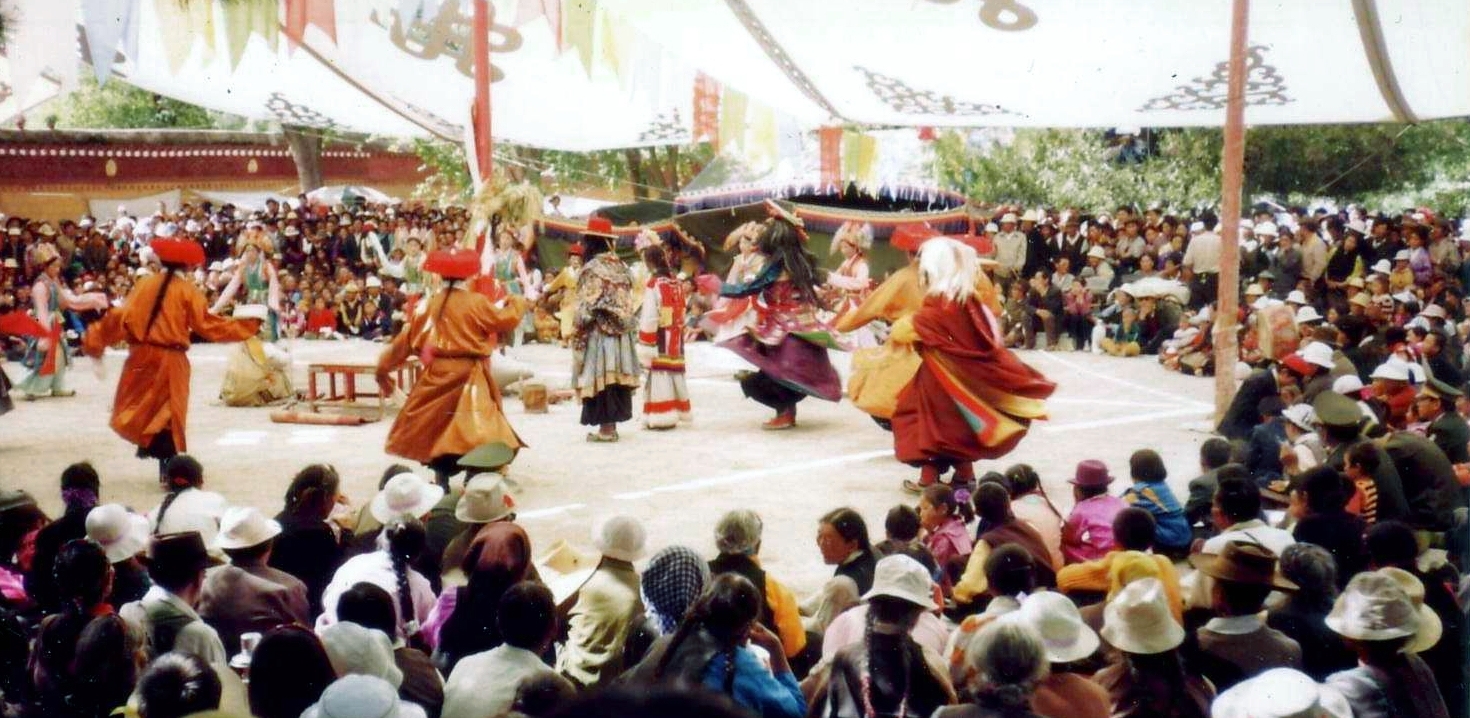
Balli al Sho Dun Festival, Norbulingka, 1993
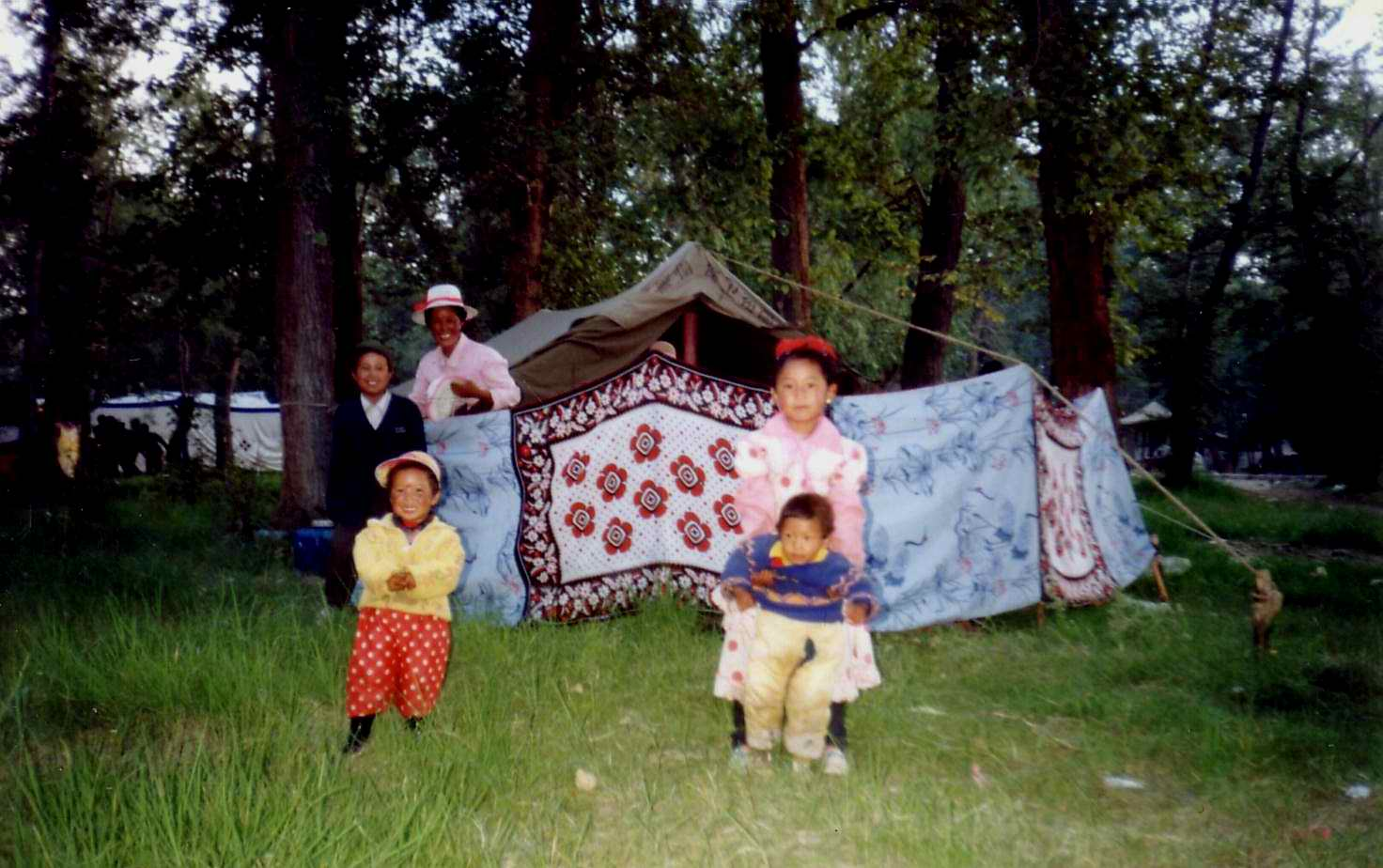
Famiglia tibetana al Sho Dun Festival, Norbulingka, 1993
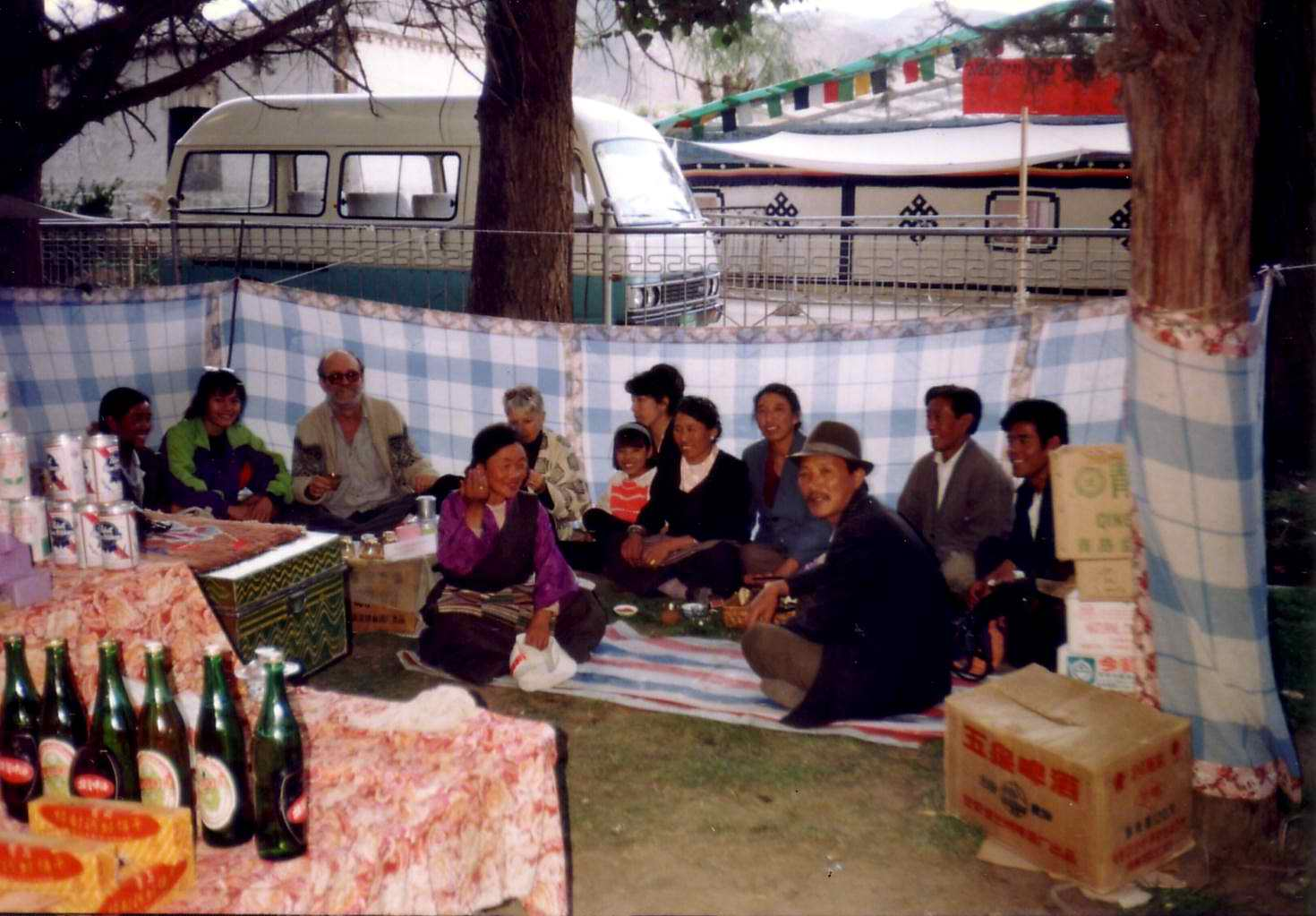
Festa al Sho Dun Festival, Norbulingka, 1993
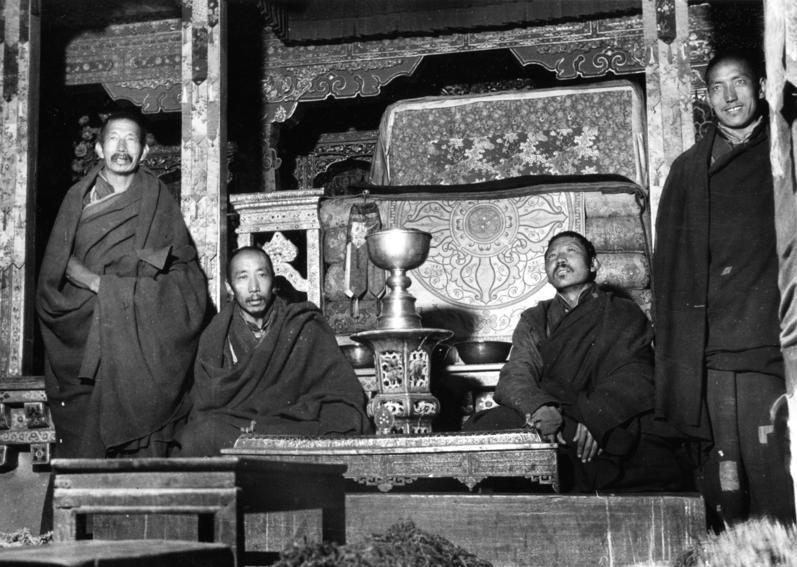
Monaci al cospetto del Dalai Lama, Norbulingka. 1938.